# The Straight Way
The Straight Way é um filme mudo norte-americano de 1916, do gênero drama, escrito e dirigido por Will S. Davis. O filme estrelado por Valeska Suratt, foi distribuído pela Fox Film Corporation. É agora considerado um filme perdido.

## Elenco
- Valeska Suratt - Mary Madison
- Herbert Heyes - John Madison
- Glen White - Dan Walters
- Claire Whitney - Nell Madison
- Elsie Balfour - Marion Madison
- Richard Turner - Sullivan
- Richard Rendell - Carey
- Fred Jones - Burton
- T. Tamamoto - Valet